# Paulo Frederico de Meclemburgo-Schwerin
Paulo Frederico (15 de Setembro de 1800 - 7 de Março de 1842) governou como grão-duque de Meclemburgo-Schwerin de 1837 até à sua morte em 1842.

## Família
Paulo era o filho mais velho do grão-duque hereditário Frederico Luís de Meclemburgo-Schwerin e da sua primeira esposa, a grã-duquesa Helena Pavlovna da Rússia. Os seus avós paternos eram o grão-duque Frederico Francisco I de Meclemburgo-Schwerin e a princesa Luísa de Saxe-Gota-Altemburgo. Os seus avós maternos eram o czar Paulo I da Rússia e a duquesa Sofia Doroteia de Württemberg.

## Reinado
Paulo Frederico foi educado nas universidades de Genebra, Jena e Rostock, tornando-se herdeiro-aparente do trono de Meclemburgo-Schwerin em 1819, após a morte do seu pai, o grão-duque hereditário.
No dia 1 de Fevereiro de 1837 sucedeu ao seu avô, o grão-duque Frederico Francisco I. O seu reinado viu melhoramentos nas infraestruturas e no sistema judicial do grão-ducado, bem como uma mudança da capital de Ludwigslust para Schwerin. Paulo interessava-se muito pela vida militar e passava grande parte do tempo com as suas tropas. À medida que envelheceu esta paixão foi-se esmorecendo e Paulo passou a preferir passar o seu tempo com a amante.
Paulo Frederico morreu em 1842 de uma gripe apanhada enquanto apagava um incêndio na capital do ducado. 

## Casamento e descendência
Paulo Frederico casou-se com a princesa Alexandrina da Prússia em Berlim, no dia 25 de Maio de 1822. Tiveram dois filhos e quatro filhas:
- Frederico Francisco II de Meclemburgo-Schwerin (1823-1883)
- Luísa (1824-1859) casada com Hugo, Príncipe de Windisch-Grätz
- Guilherme (1827-1879) casado com a princesa Alexandrina da Prússia, filha do príncipe Alberto da Prússia
- Helena (1829-1836)
- Marie Alexandrina (1831-1836)
- Paulina (1833-1894) morreu solteira

Paulo também teve descendência da sua amante, a condessa Catarina van Hauke, filha de Hans Moritz von Hauke:
- Catarina (1830-1834)
- Paulo Frederico (1832-1903) casado com a condessa Maria Anna van Nieppell, com descendência.
- Alexandre (1833)
- Helena Catarina (1835-1915) morreu solteira.